# Горачек, Тамара
Тамара Горачек (фр. Tamara Horacek, род. 5 ноября 1995, в Пожеге) — французская гандболистка хорватского происхождения, серебряный призёр Олимпийских игр 2016 и 2024 годов. Дочь хорватской гандболистки Весны Горачек. Выступает за клуб «Крим».

## Биография

### Клубная карьера
Во Францию перебралась с матерью в 2004 году, когда та заключила контракт с «Мецем». Дебютировала в составе клуба в сезоне 2013/2014, сыграв 10 матчей и забив 5 голов, что помогло команде стать чемпионом Франции. В октябре 2014 года Тамара получила травму и выбыла на полгода. В сезоне 2015/2016 Горачек выиграла второй титул чемпионки Франции.

### Карьера в сборной
Летом 2014 года Тамара дебютировала в молодёжной сборной Франции на чемпионате мира в Хорватии, который завершился для француженок 5-м местом. В мае 2016 года она дебютировала за основную сборную в отборочном турнире к чемпионату Европы, сыграв против Исландии и Швейцарии. 1 июня 2016 года Тамара забила два первых гола за сборную в ворота команды Исландии, чем заслужила своё место в заявке на Олимпийские игры 2016 года.
В финале Олимпийских игр 2016 года Франция уступила России 19:22 и завоевала серебряные медали. Тамара Горачек вышла в самом конце матча, сыграв несколько минут. Решение взять Горачек на финал было обосновано травмой Хлоэ Булло.

## Награды и звания
30 ноября 2016 года было присвоено звание кавалера ордена «За заслуги».